# Laurilia
Laurilia är ett släkte av svampar. Laurilia ingår i familjen Echinodontiaceae, ordningen Russulales, klassen Agaricomycetes, divisionen basidiesvampar och riket svampar.
|          | Echinodontium                                                         |
|          |                                                                       |
| Laurilia | \| \| Laurilia sulcata \| \| \| \| \| \| Laurilia taxodii \| \| \| \| |
|          | \| \| Laurilia sulcata \| \| \| \| \| \| Laurilia taxodii \| \| \| \| |
|          | Laurilia sulcata                                                      |
|          |                                                                       |
|          | Laurilia taxodii                                                      |
|          |                                                                       |

|  | Laurilia sulcata |
|  |                  |
|  | Laurilia taxodii |
|  |                  |

## Bildgalleri

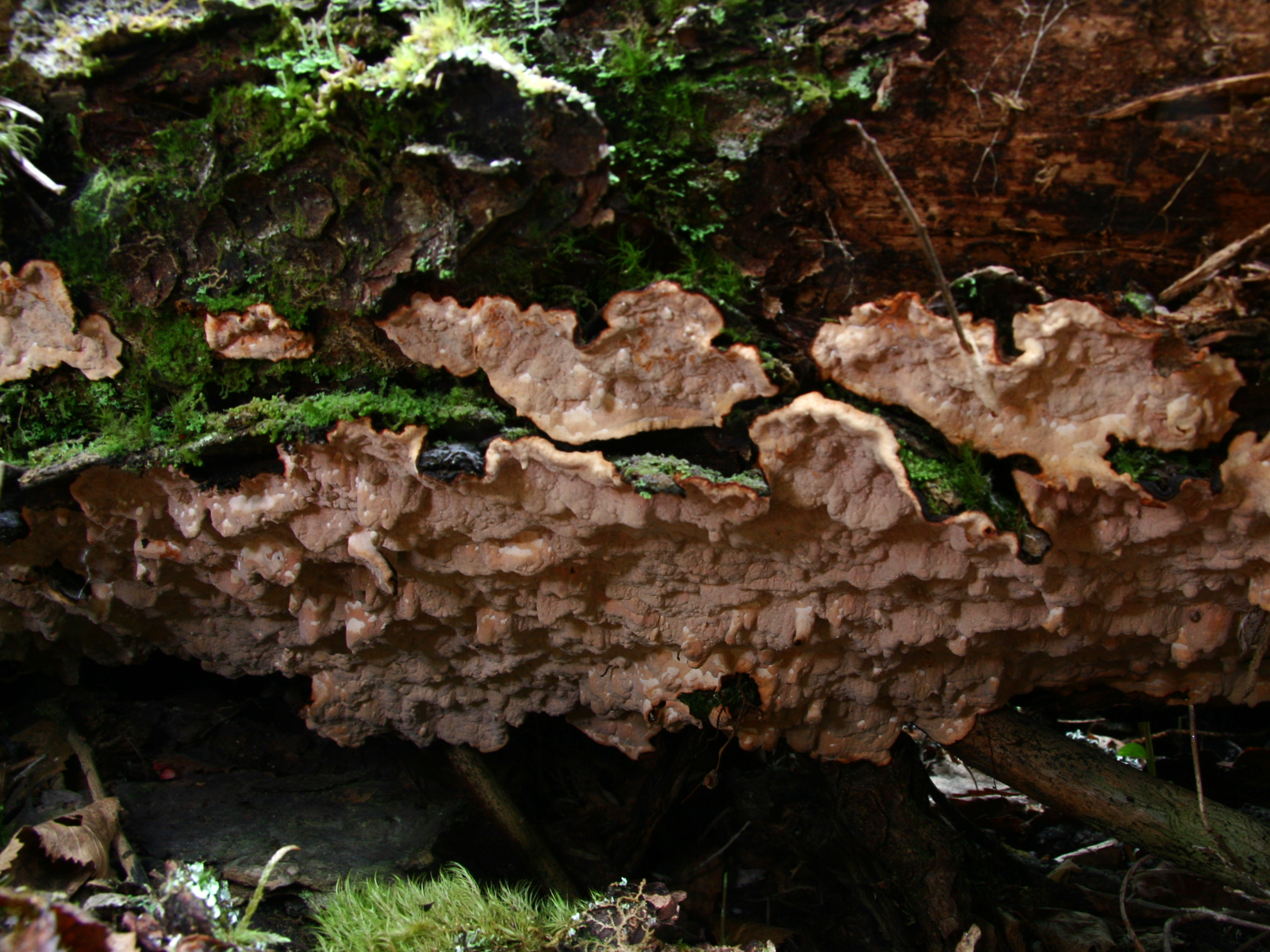